# 1995 en jeu
Chronologie du jeu
- 1991
- 1992
- 1993
- 1994
- 1995
- 1996
- 1997
- 1998
- 1999

Cet article présente les faits marquants de l'année 1995 concernant le jeu.

## Évènements

### Compétitions
- 22 janvier : le Français Cyrille Sevin remporte le Xe Championnat de France (1994) de Diplomatie à Vincennes devant ses compatriotes Sid-Ahmed Sedjai et Alain Hirsch[1].
- 10 octobre : à New York, le Russe Garry Kasparov remporte le championnat du monde « classique » des échecs face à l’Indien Viswanathan Anand et conserve ainsi son statut de champion.
- 18 novembre : le Japonais Hideshi Tamenori remporte le XIXe championnat du monde d’Othello à Melbourne.
- 3 décembre : le Français Bruno-André Giraudon remporte le Ve championnat du monde de Diplomatie à Paris devant le Franco-Portugais António Ribeiro da Silva et le Français Thomas Sebeyran.

## Sorties
- Il était une fois… (Once Upon A Time), Richard Lambert, Andrew Rilstone, James Wallis (Halloween Concept)